# Ave Maria de Lourdes

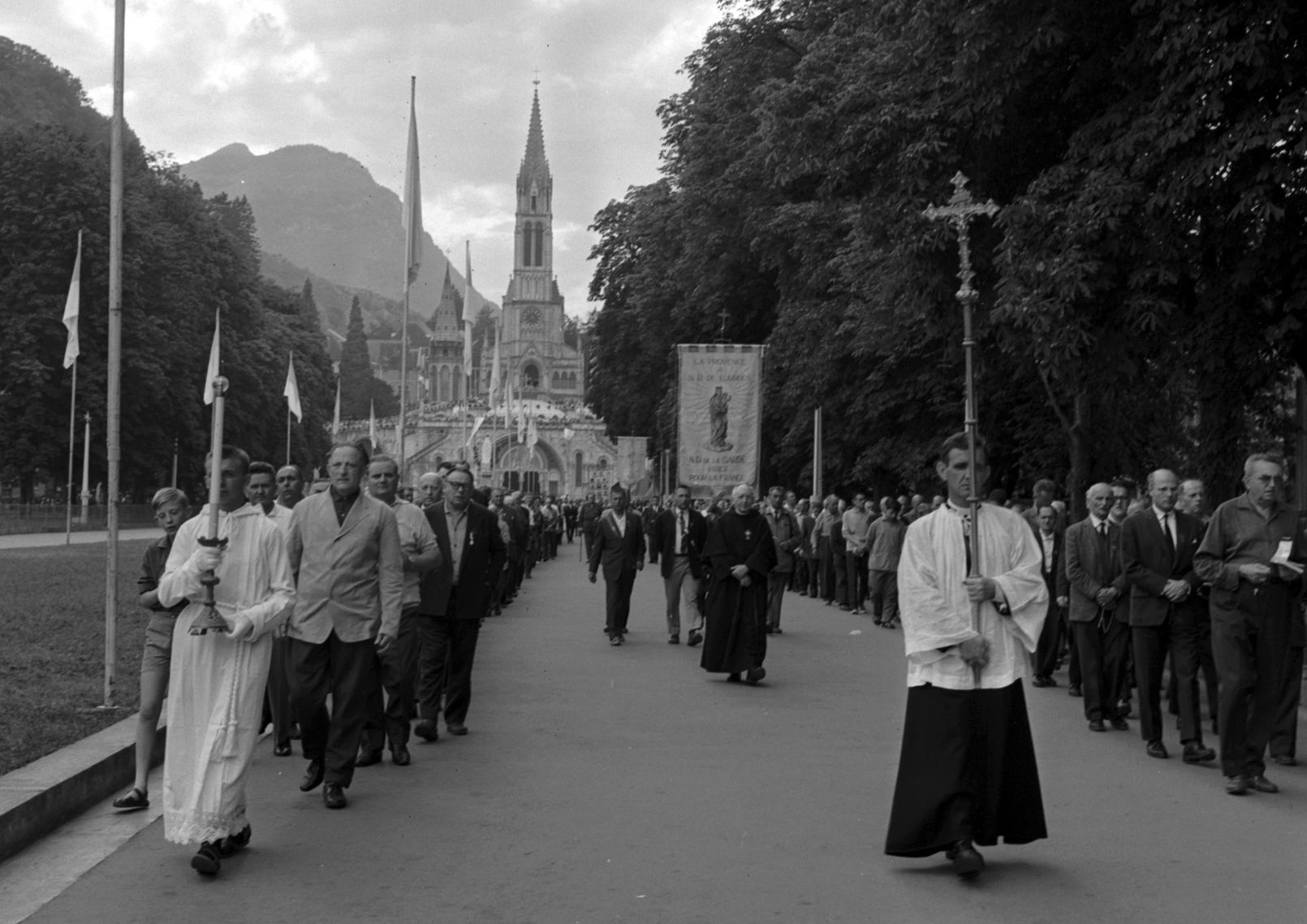
Une procession à Lourdes en 1964

Pour les articles homonymes, voir Ave Maria.
L'Ave Maria de Lourdes est un cantique traditionnellement chanté dans le sanctuaire de Lourdes, notamment lors des processions solennelles sur l'esplanade. Traduit dans de nombreuses langues, c'est devenu au cours du temps un des cantiques catholiques les plus connus dans le monde entier.
L'auteur des textes des couplets primitifs est un prêtre catholique, Jean Gaignet (1839-1914), alors professeur au grand séminaire de Luçon. À l'occasion d'un pèlerinage diocésain à Lourdes en 1873, il compose 8 puis 68 couplets sur une mélodie empruntée à un cantique publié en 1842 par l'abbé Louis Lambillotte (1796-1855). La mélodie du refrain, composé uniquement des deux mots du titre en latin, reprend vraisemblablement le chant bigourdan traditionnel Mous esclops. La première publication fut effectuée en 1875 par le premier maître de chapelle Adolphe Dargein, avec 27 strophes. Dans ce livre de chant, Dargein précisait que la première exécution avait été tenue en octobre 1872 en « souvenir de la grande manifestation. » L'auteur s'était fait anonyme (R. P. ***) ainsi que Air (mélodie) connu, ce que le maître de chapelle fit imprimer (p. 17 - 18).     
Les nombreux couplets (généralement chantés par un soliste) sont séparés par un refrain reprenant les paroles initiales (en latin) de l'archange Gabriel saluant la Vierge Marie lors de l'Annonciation, refrain entonné par toute l'assemblée des fidèles.

## Les paroles
NB : D'autres versions existent
Ô Vierge Marie
Le peuple chrétien
À Lourdes vous prie
Chez vous il revient.
Ave, ave, ave Maria. (bis)
Le fond de la roche
S'éclaire à l'instant
La Dame s'approche
Fait signe à l'enfant.
Ave, ave, ave Maria. (bis)
« Venez, je vous prie
Ici, quinze fois
Avec vos amies
Entendre ma voix ».
Ave, ave, ave Maria. (bis)
Avec insistance
La Dame, trois fois
A dit : « Pénitence ».
Chrétien, c¹est pour toi !
Ave, ave, ave Maria. (bis)
À cette fontaine
Venez et buvez
Dans l¹eau pure et sainte
Allez vous laver.
Ave, ave, ave Maria. (bis)
« Je veux qu'ici même
Au pied de ces monts
Le peuple que j'aime
Vienne en procession.
Ave, ave, ave Maria. (bis)
Et qu'une chapelle
Bâtie en ce lieu
Aux hommes rappelle
Qu'il faut prier Dieu ».
Ave, ave, ave Maria. (bis)
Marie est venue
Chez nous dix-huit fois
L'enfant qui l'a vue
Est digne de foi.
Ave, ave, ave Maria. (bis)
La grotte où l'on prie
Dispense la paix
C'est là que Marie
Répand ses bienfaits.
Ave, ave, ave Maria. (bis)
Aux grâces nouvelles
Sachons obéir
Car Dieu nous appelle
À nous convertir.
Ave, ave, ave Maria. (bis)
Le Dieu qui pardonne
Absout le pécheur
La grâce rayonne
Au nom du Sauveur.
Ave, ave, ave Maria. (bis)
A l'heure dernière
Pour nous, les pécheurs
Veuillez, Sainte Mère,
Prier le Sauveur.
Ave, ave, ave Maria. (bis)